# 駢文
駢體文是古代中国一种特有的文言文文體，其句式多由四字或六字（四六句）及對仗構成，故又稱四六文、駢儷或駢體。具駢文特點而押韻者稱駢賦。駢文在文学界上長期為廣泛研究，然其因为文章受限於追求藝術技巧之故，适于写景抒情作曲，而不适于正式敘事與紀錄事件。也有後人評論說其為了數量對稱，廢話或是裁減太多，才會有後來的古文運動。

## 起源
源自東漢，盛行於南北朝，
駢在《说文解字》中的解釋：“骈，驾二马也，从马并声。”四六文名稱源於唐末李商隱的著作《樊南四六甲乙集》，之後始得名。
《尚書》已有駢文的格式，《尚书·舜典》说：“流共工于幽州，放驩兜于崇山，窜三苗于三危，殛鲧于羽山，四罪而天下咸服。”秦相李斯所做之《諫逐客書》已具駢文特色。于景祥认为：“辞赋早于诗文骈化，所以中国诗文的骈化皆源于辞赋，尤其文章之骈化更为直接地导源于辞赋。”

## 發展
駢文文體生於秦漢，興盛於魏晉和六朝與唐朝，“朝廷发号施令的典重文字，更无不用骈文。”，沒落於宋，至清代，力追趕漢、魏、六朝，呈復興氣象。

## 興盛原因
駢文興盛於南北朝，因當時儒學衰微，盛行追求藝術之風氣，文學作品傾向較重文辭修飾，然漢字本便有適合使用偶句的特點，在戰國、漢代文人如李斯、賈誼，文章便已多用偶句，具後世駢文之雛形。
士族之提倡、文學觀念之發展、純文學觀念與聲律說，亦促使駢文之興盛。

## 特點
駢文講求對偶駢偶，文中間有散句，多用四字句或六字句（四六句法），講求平仄相對聲律协调，多用典故，雕琢辭藻，詞色工麗。
- 全篇文章均由对偶构成，除少数散句外，都可以分为上下联，字数、词性和结构几乎完全相同。行文流畅。
- 对偶句由四字或六字组成。初期以四字、六字为主，偶尔掺杂有五字、七字，例如“或立谈以邀鼎食，或白首而甘布衣”，也有八字、九字、十字，如“奏之方泽而地袛登，升之圆丘而天神降”“井鱼不可以语于海者，夏虫不可以语于冰者”“行苏张之辩于娲燧之年，用彭韩之术于尧舜之朝”。齐梁以后四六格式定型化，所以也称四六文。
- 讲究声韵上的平仄。初期骈体文分韵骈文和无韵骈文，南北朝开始讲究韵律，唐后愈发严格。
- 用词注重藻饰和用典，后期用字生僻，内容虚幻，被认为华而不实。

骆鸿凯《文选学》中说：“骈文之成，先之以调整句度，是曰裁对；继之以铺张典故，是曰隶事；进之以渲染色泽，是曰敷藻；终之以协谐音律，是曰调声。”

## 優劣
優點：
駢文具有整齊美，四六句式與對偶，都能使文章產生整齊的美感，古代無標點的時代，比較好閱讀。駢文妍麗含蓄，辭藻華美，多用典故，使文章變得典雅精鍊，委婉含蓄。駢文亦具聲音美，協調平仄，增強語言的聲音美。
缺點：
駢文所用典故，往往艱澀隱晦，若其事甚繁，剪裁容易，用上少見字，不免晦澀難明，有時為了遷就四六句式，不惜割裂詞語，以致內容未能明確表達。不利敘事。

## 書法
王勃《滕王阁序》為駢文代表作之一。

## 名句
南北朝丘遲《與陳伯之書》：
暮春三月，江南草長，雜花生樹，群鶯亂飛。
見故國之旗鼓，感平生於疇日，撫絃登陴，豈不愴悢！
所以廉公之思趙將，吳子之泣西河，人之情也。將軍獨無情哉？
南北朝吳均《與宋元思書》：
風煙俱淨，天山共色，從流飄蕩，任意東西。自富陽至桐盧，一百許里，奇山異水，天下獨絕。
水皆縹碧，千丈見底，游魚細石，直視無礙。急湍甚箭，猛浪若奔。
夾岸高山，皆生寒樹。負勢競上，互相軒邈，爭高直指，千百成峰。
泉水激石，泠泠作響；好鳥相鳴，嚶嚶成韻。蟬則千囀不窮，猿則百叫無絕。
鳶飛戾天者，望峰息心；經綸世務者，窺谷忘返。橫柯上蔽，在晝猶昏；疏條交映，有時見日。
南北朝庾信《哀江南賦序》：
鍾儀君子，入就南冠之囚；
季孫行人，留守西河之館。
申包胥之頓地，碎之以首；
蔡威公之淚盡，加之以血。
唐初駱賓王《為徐敬業討武曌檄》：
霍子孟之不作，朱虛侯之已亡。燕啄皇孫，知漢祚之將盡；龍漦帝后，識夏庭之遽衰。
言猶在耳，忠豈忘心。一抔之土未乾，六尺之孤何託？
唐初王勃《滕王閣序》：
潦水盡而寒潭清，烟光凝而暮山紫。
層臺聳翠，上出重霄；飛閣流丹，下臨無地。
鶴汀鳧渚，窮島嶼之縈迴；桂殿蘭宮，列岡巒之體勢。
披繡闥，俯雕甍。山原曠其盈視，川澤紆其駭矚。閭閻撲地，鐘鳴鼎食之家；舸艦迷津，青雀黃龍之舳。
虹銷雨霽，彩徹雲衢。落霞與孤鶩齊飛，秋水共長天一色。漁舟唱晚，響窮彭蠡之濱；雁陣驚寒，聲斷衡陽之浦。
时运不齐，命途多舛。冯唐易老，李广难封。屈贾谊于长沙，非无圣主；窜梁鸿于海曲，岂乏明时？
所赖君子见机，达人知命。老当益壮，宁移白首之心。穷且益坚，不坠青云之志。